# Криксунов, Евгений Аркадьевич
Евгений Аркадьевич Криксунов (род. 1947) — биолог, ихтиолог, член-корреспондент РАН (2000).

## Биография
Родился 14 ноября 1947 года.
В 1971 году — окончил биологический факультет МГУ и получил направление на работу в лабораторию экологии низших позвоночных Института эволюционной морфологии и экологии животных имени А. Н. Северцова АН СССР (в дальнейшем РАН).
С 1977 года по настоящее время работает на кафедре ихтиологии МГУ, куда был приглашен после смерти своего научного руководителя члена-корреспондента АН СССР Г. В. Никольского.
В 1988 году — защитил докторскую диссертацию, тема: «Динамика промыслового стада рыб в связи с закономерностями формирования пополнения».
В 2000 году — избран членом-корреспондентом РАН.

## Научная деятельность[1]
Область научных интересов:

Анализ динамических свойств популяционных систем, интерпретация природы колебаний численности и биомассы рыб. Исследование структурообразования, изучение процессов трансформации вещества и энергии в гидробиоценозах, анализ динамики многовидовых систем в условиях хозяйственного использования биологических ресурсов водоемов.
Участие в научно-организационной деятельности
- председатель Совета по защите докторских диссертаций по специальностям «ихтиология», «биологические ресурсы» при МГУ;
- главный редактор Журнала общей биологии РАН, член редколлегий журналов «Вопросы ихтиологии», «Водные ресурсы», «Биология внутренних вод»;
- председатель секции «Биология» Федерального центра экспертизы в образовании. Член экспертных советов РФФИ (общая биология), ВАК РФ (биологические науки);
- заместитель председателя Координационного экологического совета МГУ;
- член бюро Научного совета РАН по гидробиологии и ихтиологии;
- председатель и член экспертных советов Государственной экологической экспертизы ГОСКОМЭКОЛОГИИ РФ.

Автор лекционного курса «Теория динамики популяций рыб» на кафедре ихтиологии МГУ, автор федеральных школьных учебников «Экология» (10-11 кл.) «Введение в общую биологию и экологию» (9 кл.), «Общая биология» (10-11 кл.).
Под его руководством подготовлено 9 кандидатов наук.
- Криксунов Е. А., Снетков М. А. Модель формирования пополнения нерестового стада с учетом весового роста рыб// ДАН СССР. 1980. Т.253. .№ 3:759-761
- Криксунов Е. А., Бобырев А. Е. Математическое моделирование динамики популяций рыб с переменным темпом пополнения.// Наука”. 1996. М
- Бобырев А. Е., Криксунов Е. А., Михеев В. Н. Роль поискового поведения в питании рыб: исследование на математической модели//. "Вопросы ихтиологии". 1996. т.36 вып. 6.
- Криксунов Е. А. и др. Балансовая модель сообщества Сямозера // Оперативно-информационные материалы. КНЦ РАН, Петрозаводск. 2005, с.50
- Бобырев А. Е., Криксунов Е. А., Куга Т. М. Оптимизация многовидового рыбного промысла на основе трофодинамической модели продукционных процессов. Вопросы ихтиологии. Т.45, в.6. 2005. с.820-826